# Рожко, Александр Дмитриевич
Рожко Александр Дмитриевич (род. 30 мая 1981, г. Полоцк Витебская область) — проректор по научно-педагогической работе (перспективное развитие), профессор кафедры финансов Киевского национального университета им. Тараса Шевченко, доктор экономических наук, член редколлегии научных профессиональных журналов Eurasian Academic Research Journal, «Финансовые услуги».

## Биография

### Образование
В 2004 году закончил КНУ им. Шевченко по специальности «Финансы», в 2006 году закончил аспирантуру («финансы, денежное обращение и кредит»). С 2007 года кандидат экономических наук по специальности «финансы, денежное обращение и кредит».
2011 года получил второе высшее образование («Правоведение»).
С 2017 года доктор экономических наук по специальности «деньги, финансы и кредит».

### Трудовая деятельность
2006  - ассистент кафедры финансов, денежного обращения и кредита экономического факультета КНУ им. Шевченко.
2008  - доцент кафедры финансов, денежного обращения и кредита экономического факультета КНУ им. Шевченко.
2010  - заместитель директора Института последипломного образования по учебной работе, доцент кафедры финансов (по совместительству).
2015  - директор Института последипломного образования, профессор кафедры финансов.
С 2018  - проректор по научно-педагогической работе (перспективное развитие).

### Общественная деятельность
- Председатель жюри секции «Финансы, денежное обращение и кредит» МАН Украины (2011 - 2018).
- Привлекается Министерством образования и науки Украины в качестве эксперта по лицензированию и аккредитации.
- Является членом редколлегии научных профессиональных журналов Eurasian Academic Research Journal, «Финансовые услуги».

## Награды и отличия
- Стипендиат Кабинета Министров Украины ( 2006 - 2007  гг.);
- Грант Президента Украины для молодых ученых ( 2009 - 2010  гг.);[2]
- Победитель V конкурса научных работ молодых ученых им. Туган-Барановского (2011);
- Орден Св. Димитрия (2011  г.)
- Грамота Министерства образования и науки Украины (2011  г.);
- Благодарность Министерства образования и науки Украины, НАН Украины, НЦ «МАН Украины» (2013  г.);
- Благодарность ректора Университета за участие в работе приемной комиссии (2014  г.);
- Почетная грамота НЦ «Малая академия наук Украины» (2014  г.);
- Грамота КНУ имени Тараса Шевченко за успехи в учебной, научной и воспитательной работе (2014  г.);
- Заслуженный экономист Украины (2016  г.);
- Почетная Грамота МОН Украины (2018  г.);
- Орден «За заслуги» III степени.[3]

## Монографии
- Государственные финансы Украины: детерминанты и приоритеты развития [монография] / А. Д. Рожко. - Киев: Издательство Лира-К, 2016. - 360 с.
- Финансовая система Украины: взаимодействие корпоративного и государственного секторов [коллективная монография] / Т. И. Ефименко, И. А. Лютый, С. С. Гасанов и др. - М .: ДННУ «Акад. фин. управления», - 244 с.
- Национальные финансовые системы в условиях глобализации: Монография / И. А. Лютый, А. Ф. Павленко и др. / Под общ. ред. проф. Февраль И. А. - г.. Ивано-Франковск: Галицкая Академия, 2008. - 308 с.